# موريس مورو (سياسي)
موريس مورو هو سياسي كندي، ولد في 1 أبريل 1927 في كندا، وتوفي في 18 مارس 2003. حزبياً، نشط في الحزب الليبرالي الكندي. وقد انتخب عضو مجلس العموم الكندي.